# Small-C
Small-C är en något begränsad implementation av C lämplig för inbäddade system och mikrodatorer med begränsade resurser.